# 兴登堡计划

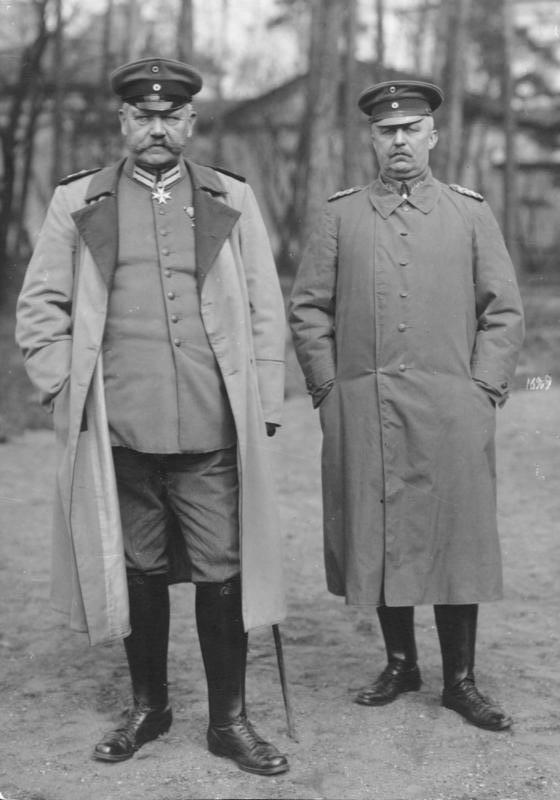
兴登堡和鲁登道夫

興登堡計劃（德語：Hindenburg-Programm）于1916年8月实施，是由德國總參謀部（Oberste Heeresleitung，OHL）的陸軍元帥保羅·馮·興登堡和埃里希·魯登道夫於1916年底開始的軍備和經濟政策的名稱。兩人是在1916年8月28日埃里希·馮·法金汉被解職後任命的，计划的目的是使德國的工業生產翻一番，以大大增加彈藥和武器的產量。
興登堡和魯登道夫要求國內改革以補充他們的戰略變化。德國工人將受到《协助服务法案》（Gesetz über den vaterländischen Hilfsdienst）的約束，該法從1916年11月起，將所有16至50歲的德國人进行強制服務。新計劃旨在將火砲和機槍產量提高三倍，彈藥和壕溝迫擊砲產量增加一倍。德國軍隊的擴張和戰爭物資的輸出導致軍隊和工業對人力的競爭加劇。1916年初，德國陸軍有900,000人在新兵倉庫中，另外300,000人應在3月應徵入伍，當時1897年應徵入伍。軍隊的人手如此充裕，以至於製定了復員老家乡军（Landwehr）的計劃。在夏天，馮·法金汉被下令再組建18個師，組成一支由175個師組成的軍隊。凡爾登和索姆河的代價高昂的戰鬥對德軍師的要求要高得多，他們不得不在前線僅僅幾天后就被解除了，在索姆河上持續了大約14天。更多的師可能會減輕威斯特爾的壓力，並為其他戰線的進攻實現盈餘。興登堡和魯登道夫下令再創建22個師，到1917年初擁有179個師的軍隊。
馮·法金汉被創建的師的人員來自將四個步兵團的方形師減少到三個步兵團的三角形師，而不是軍隊中人數的淨增加。興登堡和魯登道夫訂購的擴建部隊的額外師可以通過梳理後方部隊來找到，但大多數必須從因1916年的損失而枯竭的後備部隊中抽調。應徵入伍者將補足替補隊伍，一旦隊伍不得不維持更多的師，保持部隊的實力將變得更加困難。通過在1916年11月早些時候徵召1898級新兵，1917年2月的人數增加到763,000人，但規模更大的軍隊將成為一種浪費資產。

### 书籍
- Asprey, R. B.  Warner Books. New York: William Morrow. 1994 [1991]. ISBN 978-0-7515-1038-6.
- Feldman, G. D.  Berg repr. Princeton: Princeton University Press. 1992 [1966]. ISBN 978-0-85496-764-3.
- Dennis, P.; Grey, G. (编). . Loftus, NSW: Australian History Military Publications. 2007. ISBN 978-0-9803-7967-9.
  - Foley, R. T. "The Other Side of the Wire: The German Army in 1917". In Dennis & Grey (2007).
- Kennedy, Paul. . New York: Fontana. 1989. ISBN 978-0-67972-019-5 –Archive Foundation.
- Strachan, H.  I. Oxford: OUP. 2001. ISBN 978-0-19-926191-8.
- Watson, A.  pbk. repr. Penguin. New York: Basic Books. 2015 [2014]. ISBN 978-0-14-104203-9.

### 期刊
- Tooley, T. Hunt.  (PDF). The Quarterly Journal of Austrian Economics (Auburn, AL: Ludwig von Mises Institute). 2014, 2 (2): 51–62 [1999]  [15 September 2017]. ISSN 1098-3708. doi:10.1007/s12113-999-1012-0. 4633501923 –www mises org library.[]